# Coupe d'Irlande de football 2022
Navigation
Édition précédente Édition suivante
La Coupe d'Irlande de football 2022 est la 102e édition de la Coupe d'Irlande de football organisée par la Fédération d'Irlande de football. La compétition porte le nom de son sponsor principal : Extra.ie FAI Senior Cup. Elle commence en avril pour se terminer en novembre 2022. Le vainqueur gagne le droit de participer à la Ligue Europa Conférence 2023-2024. Le St. Patrick's Athletic FC défend son trophée acquis en 2021.

## Organisation
Dix-neuf équipes amateures sont invitées à participer à la compétition. Elles sont issues des compétitions Intermediate et Junior du Leinster, du Munster et d'Ulster.
Elle viennent compléter les dix-neuf équipes disputant le championnat d'Irlande de football.
Ce sont donc trente huit équipes qui participent à cette édition de la coupe d'Irlande.

## Compétition
Le tirage au sort du tour préliminaire a lieu le 5 avril 2022.

### Tour préliminaire
Le tour préliminaire concerne les équipes amateures. Douze d'entre elles sont désignées par un tirage au sort pour participer à un tour de qualification. Les matchs se déroulent entre le 22 avril et le 8 mai 2022.
| Club recevant         | Score     | Club visiteur      | Lieu de la rencontre | Date          |
| --------------------- | --------- | ------------------ | -------------------- | ------------- |
| Usher Athletic        | 1-0       | St Francis FC      |                      | 22 avril 2022 |
| Villa FC              | 2-0       | Inchicore Athletic | Ozier Park           | 23 avril 2022 |
| Killester Donnycarney | 2-0       | Carrigaline United | Hadden Park          | 24 avril 2022 |
| Bluebell United       | 3-1 a. p. | Rockmount FC       | Bluebell             | 24 avril 2022 |
| Pike Rovers           | 1-0       | Everton AFC        |                      | 24 avril 2022 |
| Liffey Wanderers      | 0-1       | Salthill Devon     | Irishtown            | 8 mai 2022    |

### Premier tour
Le premier tour marque l'entrée en jeu des équipes professionnelles disputant le championnat d'Irlande de football. Les matchs se déroulent lors de la dernière semaine du mois de juillet.
Liste des clubs engagés et leur répartition par championnat :
| League of Ireland Premier Division | League of Ireland First Division | Leinster Senior League | Ulster Senior League               | Limerick & District League | Galway & District League | Waterford & District League |
| --- | --- | --- | ---------------------------------- | -------------------------- | ------------------------ | --------------------------- |
| - Bohemian FC - Derry City - Drogheda United - Dundalk FC - Finn Harps - St. Patrick's Athletic - Shamrock Rovers - Shelbourne FC - Sligo Rovers - UCD | - Athlone Town - Bray Wanderers - Cobh Rmblers - Cork City - Galway United - Longford Town - Treaty United - Waterford FC - Wexford FC | - Bangor Celtic - Bluebell United - Killester Donnycarney - Lucan United - Malahide United - Maynooth University Town - Oliver Bond Celtic - Usher Celtic | - Bonagee United - Cockhill Celtic | - Pike Rovers              | - Salthill Devon         | - Villa Football Club       |

| Club recevant             | Score                  | Club visiteur         | Lieu de la rencontre | Date            |
| ------------------------- | ---------------------- | --------------------- | -------------------- | --------------- |
| Maynooth University Town  | 2-1                    | Villa FC              |                      | 29 juillet 2022 |
| UCD                       | 3-0                    | Cockhill Celtic       | UCD Bowl             | 29 juillet      |
| Treaty United             | 5-0                    | Usher Celtic          | Markets Field        | 29 juillet      |
| Dundalk FC                | 4-0                    | Longford Town         | Oriel Park           | 29 juillet      |
| Drogheda United           | 5-1                    | Athlone Town          | United Park          | 29 juillet      |
| Bray Wanderers            | 0-3                    | Shelbourne FC         | Carlisle Grounds     | 29 juillet      |
| Finn Harps                | 1-3                    | Bohemian FC           | Finn Park            | 29 juillet      |
| Bangor Celtic             | 0-4                    | Shamrock Rovers       | Tallaght Stadium     | 29 juillet      |
| Lucan United              | 3-0                    | Killester Donnycarney |                      | 30 juillet 2022 |
| Derry City FC             | 7-0                    | Oliver Bond Celtic    | Brandywell Stadium   | 30 juillet      |
| Cobh Ramblers FC          | 0-1                    | Cork City FC          | St Colman's Park     | 31 juillet 2022 |
| Salthill Devon            | 2-2 a. p. 5-6 t. a. b. | Malahide United       |                      | 31 juillet      |
| Sligo Rovers              | 1-2 a. p.              | Wexford FC            |                      | 31 juillet      |
| Bonagee United            | 6-0                    | Pike Rovers           |                      | 31 juillet      |
| St. Patrick's Athletic FC | 2-3                    | Waterford FC          | Richmond Park        | 31 juillet      |
| Bluebell United           | 0-7                    | Galway United         |                      | 31 juillet      |

Le premier tour de la Coupe d'Irlande est marqué par deux surprises : l'élimination de deux clubs de Premier division par deux clubs de First Division.
Le tenant du titre, St. Patrick's Athletic FC, est éliminé dès le premier tour, défait à domicile par Waterford FC. Sligo Rovers est lui éliminé par le Wexford FC. Ces deux clubs avaient joué trois jours plus tôt en Coupe d'Europe. Ils payent ici la débauche d'énergie qui leur avaient permis de se qualifier.

### Deuxième tour
Le tirage au sort du deuxième tour se déroule le 2 août 2022 dans les locaux de la FAI à Abbotstown. Les matchs sont programmés pour le week-end des 26, 27 et 28 août 2022.
| League of Ireland Premier Division                                                                | League of Ireland First Division                                        | Leinster Senior League                                      | Ulster Senior League |
| ------------------------------------------------------------------------------------------------- | ----------------------------------------------------------------------- | ----------------------------------------------------------- | -------------------- |
| - Bohemian FC - Derry City - Drogheda United - Dundalk FC - Shamrock Rovers - Shelbourne FC - UCD | - Cork City - Galway United - Treaty United - Waterford FC - Wexford FC | - Lucan United - Malahide United - Maynooth University Town | - Bonagee United     |

| Club recevant            | Score     | Club visiteur   | Lieu de la rencontre | Date         |
| ------------------------ | --------- | --------------- | -------------------- | ------------ |
| Bonagee United           | 0-4       | Shelbourne FC   | Dry Arch Park        | 26 août 2022 |
| Lucan United             | 0-2       | Bohemian FC     | Dalymount Park       | 26 août      |
| Derry City FC            | 2-0       | Cork City FC    | Brandywell Stadium   | 26 août      |
| Galway United            | 2-3       | UCD             | Eamonn Deacy Park    | 26 août      |
| Wexford FC               | 2-3 a. p. | Dundalk FC      | Ferrycarrig Park     | 26 août      |
| Maynooth University Town | 0-3       | Treaty United   | Rathcoffey Road      | 27 août 2022 |
| Malahide United          | 0-6       | Waterford FC    | Gannon Park          | 27 août      |
| Drogheda United          | 1-2 a. p. | Shamrock Rovers | United Park          | 28 août 2022 |

### Quarts de finale
Les quarts de finale se jouent les 16 et 18 septembre 2022. Ils mettent en scène six équipes de première division et deux de deuxième division.
La première journée propose deux surprises avec l'élimination de deux équipes de première division par deux de deuxième. UCD s'incline assez facilement à Limerick contre Treaty United et Dundalk FC, pourtant bon troisième du championnat, s'incline sur le terrain de Waterford FC sur le score de 3 buts à 2.
| Quart de finale 1       | Treaty United                                 | 4 – 1   | UCD                | Markets Field |  |
| 16 septembre 2022 19:45 | Enda Curran 26e 41e 50e · William Armshaw 76e | (2 – 0) | Harry O'Connor 81e |               |  |

| Quart de finale 2       | Waterford FC                                                  | 3 – 2   | Dundalk FC                      | Regional Sports Centre |  |
| 16 septembre 2022 19:45 | Shane Griffin 31e · Darragh Power 43' · Phoenix Patterson 65e | (2 – 1) | Paul Doyle 11' · Keith Ward 90e |                        |  |

La deuxième journée propose un derby dublinois opposant Shelbourne et les Bohemians et surtout une rencontre au sommet opposant les deux premiers du championnat Derry City FC et les Shamrock Rovers. Ce match a été reprogrammé au dimanche 18 pour permettre aux Shamrock de jouer leur match de Ligue Europa Conference le jeudi.
| Quart de finale 3       | Shelbourne FC                       | 3 – 0   | Bohemian FC | Tolka Park |  |
| 18 septembre 2022 14:00 | Jack Moylan 22e · Sean Boyd 38e 69e | (2 – 0) |             |            |  |

| Quart de finale 4       | Derry City FC                                                     | 3 – 1                 | Shamrock Rovers  | Brandywell Stadium       |                          |
| 18 septembre 2022 17:00 | Jamie McGonigle 19' · Daniel Lafferty 96e · Brandon Kavanagh 110e | (1 – 0, 1 – 1, 2 – 1) | Rory Gaffney 66e | Arbitrage : Rob Hennessy | Arbitrage : Rob Hennessy |

### Demi-finales
| Demi-finale 1         | Waterford FC | 0 - 1   | Shelbourne FC    | Regional Sports Centre |  |
| 16 octobre 2022 14:45 |              | (0 - 1) | Gavin Molloy 16e |                        |  |

| Demi-finale 2         | Derry City FC                             | 2 - 1   | Treaty United          | Brandywell Stadium |  |
| 16 octobre 2022 14:00 | Jamie McGonigle 8e · Brandon Kavanagh 16e | (2 - 1) | Enda Curran 30e (pen.) |                    |  |

### Finale
| Finale                 | Derry City FC | 4 - 0   | Shelbourne FC | Aviva Stadium | |
| 13 novembre 2022 15:00 | Jamie McGonigle 18e · Cameron McJannet ( 35e 61e · Jordan McEneff ( 90e (pen.) | (2-0)   | | Spectateurs : 32 412 Diffuseur : RTÉ Arbitrage : Damien MacGraith Arbitres assistants : Chris Campbell Brian Fenlon Quatrième arbitre : Ben Connolly | Spectateurs : 32 412 Diffuseur : RTÉ Arbitrage : Damien MacGraith Arbitres assistants : Chris Campbell Brian Fenlon Quatrième arbitre : Ben Connolly |
| 13 novembre 2022 15:00 | Brian Maher; Ronan Boyce, Mark Connolly, Cameron Dummigan, Shane McEleney (Ciaran Coll 80), Cameron McJannet; Michael Duffy (Brandon Kavanagh 89), Ryan Graydon (Joe Thomson 80), Patrick McEleney (), Will Patching (Jordan McEneff 89); Jamie McGonigle (James Akintunde 75). | Équipes | Brendan Clarke; Luke Byrne (), Shane Griffin, Gavin Molloy (Mark Coyle 70), Stephen Negru, Aaron O'Driscoll; Aodh Dervin (Kameron Ledwidge 64), Shane Farrell (Brian McManus 46), JJ Lunney, Jack Moylan; Sean Boyd. | Spectateurs : 32 412 Diffuseur : RTÉ Arbitrage : Damien MacGraith Arbitres assistants : Chris Campbell Brian Fenlon Quatrième arbitre : Ben Connolly | Spectateurs : 32 412 Diffuseur : RTÉ Arbitrage : Damien MacGraith Arbitres assistants : Chris Campbell Brian Fenlon Quatrième arbitre : Ben Connolly |